# Autopista Ramiro Prialé
Ramiro Prialé es una autopista de vía rápida en la ciudad de Lima, capital del Perú. Su recorrido se inicia en la vía de Evitamiento, cerca de la Atarjea, y concluye en el intercambio vial de Cajamarquilla, desarrollándose de forma paralela al río Rímac. Además, se constituye como una importante ruta alterna de la carretera Central.

## Historia
Desde 2013, forma parte de la Ruta nacional Nº PE-22.

## Recorrido
Se inicia en el intercambio vial La Menacho, punto de confluencia con otra autopista, la vía de Evitamiento (carretera Panamericana Norte). Después, cruza el puente Carlos Graña hasta la avenida Las Torres.

### Intersecciones a desnivel
- Puente sobre la vía de Evitamiento, Panamericana Norte (intercambio vial La Menacho).
- Puente sobre la avenida Las Torres

## Ampliación
En 2012, fue presentado el proyecto de ampliación de la autopista Ramiro Prialé. La construcción del primer tramo, Puente Los Ángeles (19,5 kilómetros), esta previsto culminar en el 2019, el segundo tramo llegaría hasta el distrito de Ricardo Palma, provincia de Huarochirí (18 km). La construcción del primer tramo se inició el 12 de julio de 2016. En agosto de 2018, Rutas de Lima informó que se han liberado el 90% de las áreas requeridas y un avance del 20% efectuándose casi S/ 140 millones.